# Aleksandr Savin
Aleksandr Savin   (Taganrog, 1 de juliol de 1957) és un jugador de voleibol rus, ja retirat, que va competir sota bandera de la Unió Soviètica durant les dècades de 1970 i 1980.
El 1976 va prendre part en els Jocs Olímpics d'Estiu de Mont-real, on guanyà la medalla de plata en la competició de voleibol. Quatre anys més tard, als Jocs de Moscou, guanyà la medalla d'or en la mateixa competició.
En el seu palmarès també destaquen dues medalles d'or (1978 i 1982) i una de plata (1986) al Campionat del Món de voleibol; dues medalles d'or (1977 i 1981) i una de plata (1985) a la Copa del Món de voleibol; i sis medalles d'or al Campionat d'Europa de voleibol, les edicions compreses entre el 1975 i 1985.
A nivell de clubs jugà al CSKA de Moscou (1974-1988), amb qui guanyà tretze lligues soviètiques (1975-1983, 1985-1988), tres Copes de l'URSS (1982, 1984 i 1985) i cinc Copes d'Europa (1975, 1977, 1982, 1983 i 1986). Fou reconegut com el millor jugador de la dècada de 1970. El 2010 va ser inclòs al Saló de la Fama del Voleibol.
Una vegada retirat exercí d'entrenador de voleibol.